# Мод, Корнуоллис, 3-й виконт Хаварден
Корнуоллис Мод, 3-й виконт Хаварден (англ. Cornwallis Maude, 3st Viscount Hawarden; 28 марта 1780 — 12 октября 1856) — британский пэр и консервативный политик.

## Биография
Родился 28 марта 1780 года. Старший сын Корнуоллиса Мода, 1-го виконта Хавардена (1729—1803), и его третьей жены Энн Изабеллы (урожденной Монк) (1759—1851).
26 февраля 1807 года после смерти своего бездетного сводного брата, Томаса Ральфа Мода, 2-го виконта Хавардена (1767—1807), Корнуоллис Мод унаследовал титулы 3-го виконта Хавардена из Хавардена в графстве Типпэрери (Пэрство Ирландии), 3-го барона де Монтальта из Хавардена в графстве Типпэрери (Пэрство Ирландии) и 5-го баронета Мода, став членом Ирландской палаты лордов.
В 1836 году виконт Хаварден был избран ирландским пэром-представителем и занял место на скамьях консерваторов в Палате лордов Великобритании.
Он дважды занимал должность лорда в ожидании в правительстве сэра Роберта Пила (1841—1846) и в правительстве графа Дерби (1852).
8 июля 1811 года Корнуоллис Мод женился на Джейн Кроуфорд Брюс (? — 24 марта 1852), дочери Патрика Кроуфорда Брюса и Джейн Смит. У супругов было пятеро детей:
- Леди Огаста Мод (? — 25 декабря 1857), умерла незамужней[1]
- Достопочтенная Изабелла Мод (ок. 1814 — 11 июля 1892), в 1839 году она вышла замуж за подполковника Чарльза Джона Тоттенема, от брака с которым у неё было четверо детей.
- Корнуоллис Мод, 1-й граф де Монтальт (4 апреля 1817 — 9 января 1905)[1], преемник отца.
- Достопочтенная Мэри Аделаида Мод (ок. 1820 — 24 декабря 1897)[1], в 1831 году она вышла замуж за Чарльза Андерсона Уорсли Андерсона-Пелхэма, 2-го графа Ярборо, от брака с которым у неё было трое детей. В 1869 году она вторично вышла замуж за Уильяма Джона Монсона, 1-го и последнего виконта Оксенбриджа.
- Достопочтенная Флоренс Присцилла Алисия Мод (27 октября 1825 — 18 марта 1914)[1], в 1849 году она вышла замуж за Чарльза Корнуоллиса Невилла, 5-го лорда Брейбука, от брака с которым у неё была одна дочь.

Виконт Хаварден скончался в октябре 1856 года в возрасте 76 лет. Ему наследовал виконта его единственный сын Корнуоллис, который был создан графом де Монтальтом в 1886 году.